# Quíone
Quíone, deusa da mitologia grega, era uma sobrinha de Ceix. Quando ela fez catorze anos, o Deus Hermes uniu-se a ela e Febo (Apolo) também, o primeiro durante o dia, depois de tê-la feito dormir, e o segundo à noite. Os seus filhos foram Autólico, filho de Hermes, e Filamon, filho de Apolo.
Quíone foi assassinada por Diana (Ártemis) por ter dito que ela era mais bonita que a deusa: Diana atirou uma flecha em sua língua, e ela morreu de hemorragia quando tentou falar. 